# Oscar Méténier
Oscar Méténier est un auteur dramatique et romancier français né à Sancoins (Cher) le 17 janvier 1859 et mort le 9 février 1913 à Saint-Mandé.

## Biographie
Fils d'un commissaire de police, Oscar Méténier entre d'abord dans la police comme secrétaire du commissariat de la Tour Saint-Jacques, où il observe les mœurs des bas-fonds de Paris, pour lesquels il a un intérêt presque scientifique.
« Sanglé dans un harnais, écrit Laurent Tailhade, il gardait je ne sais quoi de fringant et d'avantageux qui décelait en sa personne l'irrésistible sous-officier [...] Un jeune homme sans jeunesse, le poil brun, les yeux du même, inexpressifs et ronds. Sa peau huileuse avec le teint noir jaune des hépatiques, des dents superbes qu'il ne soignait guère, une moustache soldatesque et pommadée. »
Suiveur de Zola, il écrit des nouvelles naturalistes généralement graveleuses et des articles en argot dans Le Chat noir. Il se fait une réputation avec des pièces naturalistes qui mettent en scène des vagabonds, des apaches, des prostituées s'exprimant dans le langage de la rue. En 1896, Mademoiselle Fifi, qui montrait une prostituée sur scène, est temporairement interdite par la police (quelques années auparavant, le même chose était arrivée à Frédéric de Chirac). L'année suivante, Lui ! réunit une prostituée et un meurtrier dans une chambre d'hôtel.
En 1896, Oscar Méténier achète dans le 9e arrondissement de Paris l'ancien atelier d'artiste du peintre Georges-Antoine Rochegrosse au fond de la cité Chaptal et le transforme en théâtre afin d'y jouer ses pièces. C'est le théâtre du Grand-Guignol, l'un des plus originaux de Paris, qu'il dirige jusqu'en 1898.

## Œuvres
Théâtre
- En famille, comédie en 1 acte, en prose, Paris, Théâtre-Libre, 30 mai 1887
- La Casserole, drame en 1 acte, en prose, Paris, Théâtre-Libre, 31 mai 1889
- Les Frères Zemganno, pièce en 3 actes en prose, d'après Edmond et Jules de Goncourt, avec Paul Alexis, Paris, Théâtre-Libre, 25 février 1890
- Monsieur Betsy, comédie en 4 actes, en prose, avec Paul Alexis, Paris, Théâtre des Variétés, 3 mars 1890
- La Confrontation, scène dramatique, Paris, Théâtre de la Scala, 21 décembre 1891
- La Bonne à tout faire, comédie en 4 actes en prose, avec Jean-Louis Dubut de Laforest, Paris, Théâtre des Variétés, 20 février 1892
- Rabelais, pièce en 4 actes et 5 tableaux, avec Jean-Louis Dubut de Laforest, Paris, Nouveau Théâtre, 25 octobre 1892
- Charles Demailly, pièce en 4 actes en prose, d'après Edmond et Jules de Goncourt, avec Paul Alexis, Paris, Théâtre du Gymnase, 19 décembre 1892 (Comptes rendus par Willy et Edmond de Goncourt)
- Très russe, pièce en 3 actes, avec Jean Lorrain, Paris, Théâtre d'Application (La Bodinière), 3 mai 1893
- Mademoiselle Fifi, drame, d'après Guy de Maupassant, Paris, Théâtre-Libre, 10 février 1896
- La Brême, mœurs populaires, drame, Paris, Théâtre du Grand-Guignol, 13 avril 1897
- Le Loupiot, tableau de mœurs populaires, en 2 scènes, Paris, Théâtre du Grand-Guignol, 13 avril 1897
- Lui !, drame en 1 acte, Paris, Théâtre du Grand-Guignol, 11 novembre 1897
- La Revanche de Dupont l'Anguille, drame en 3 tableaux, Paris, Théâtre du Grand-Guignol, 1898
- Son poteau, drame, avec Raoul Ralph, Paris, Théâtre du Grand-Guignol, 10 avril 1901
- Boule de suif, comédie en 3 actes et 4 tableaux, d'après Guy de Maupassant, Paris, Théâtre Antoine, 6 mai 1902
- Casque d'or, drame, avec Fabrice Delphi, Paris, Théâtre Robinière, 16 mars 1902
- Notre-Dame de la Butte, mœurs montmartroises, drame, avec Fabrice Delphi, 1907
- Madame ma sœur, pièce en 1 acte, 1910
- La Moukère, drame en 1 acte, avec René Mélinette, 1910
- Royal-cambouis, pièce militaire en 1 acte, Paris, Scala, 1910

Romans, nouvelles, essais
- La Chair (1885)
- La Grâce (1886)
- Madame Berwick (1888)
- Outre-Rhin (1888)
- Mynha-Maria (1889)

Publicité pour La Nymphomane.

- Autour de la caserne, nouvelles (1890)
- Madame la Boule (1890)
- Le Mari de Berthe (1890)
- Le Gorille, roman parisien (1891) Texte sur www.gutenberg.org
- La Lutte pour l'amour, études d'argot (1891)
- Les Voyous au théâtre (1891)
- Zézette, mœurs foraines, roman (1891) Texte sur www.gutenberg.org
- Les Cabots (1892)
- Le Policier, roman
- Barbe-Bleue (1893)
- Le Beau Monde (1893)
- Oscar Méténier (ill. Steinlen), Le Chansonnier populaire : Aristide Bruant, Paris, Au Mirliton, 1893, 50 p. (disponible sur Internet Archive).
- La Nymphomane, mœurs parisiennes (1893)
- Demi-castors (mœurs parisiennes) (1894)
- La Grâce. Décadence. Nostalgie (1894)
- La Vie de campagne. Marcelle (1894)
- Le 40e d'artillerie. Les bêtes. Les hommes. La croix, nouvelles (1895)
- L'Amour vaincu. Bohème galante, bohème bourgeoise, nouvelles  (1896)
- L'Amour qui tue  (1898)
- Reines de cœur, mœurs d'Outre-Rhin  (1900-1910)
- Les Berlinois chez eux, vertus et vices allemands  (1904)
- Une gamine vicieuse  (1905)
- Le Jeune Télégraphiste  (1905)
- Tartufes et satyres, grand roman dramatique inédit (1905) qui se veut "une véritable encyclopédie des passions humaines" (!) et doit comprendre : 1) Le marché aux vierges, 2) Le miroir à gigolettes, 3) Berlingot-la-Vache, 4) Les satyres en famille, 5) Les tricheuses de l'amour, 6) La môme claque-dents, 7) Le charcutier parfumé, etc.
- Les Amoureux de Mira, roman parisien (1907)
- Nina Sartorelle : mœurs parisiennes (1907)
- Les Baronnes de Roche-Noire  (1908)
- Reine de cœur (1908)
- Notre-Dame de la Butte (1908)
- La Dernière Aventure du Prince Curaçao (1910)
- Les Méprises du cœur (1910)
- Soldes de contes (1911)
- Le Grand Chéri (1911)